# Fresquiennes
Fresquiennes – miejscowość i gmina we Francji, w regionie Normandia, w departamencie Sekwana Nadmorska.
Według danych na rok 1990 gminę zamieszkiwały 874 osoby, a gęstość zaludnienia wynosiła 65 osób/km² (wśród 1421 gmin Górnej Normandii Fresquiennes plasuje się na 278. miejscu pod względem liczby ludności, natomiast pod względem powierzchni na miejscu 190.).